# John Blair Smith Todd
John Blair Smith Todd (4 avril 1814 – 5 janvier 1872) est un militaire et homme politique américain.
Diplômé de l'académie militaire de West Point en 1837, il participe à la seconde guerre séminole puis à la guerre américano-mexicaine avec le grade de capitaine avant de quitter l'armée en 1856. Lorsque éclate la guerre de Sécession, il est nommé brigadier général des volontaires de la Union Army.
Il sert ensuite comme délégué à la Chambre des représentants des États-Unis pour le territoire du Dakota de 1864 à 1865 en tant que démocrate.